# Вребаць
44°31′ пн. ш. 15°30′ сх. д. / 44.52° пн. ш. 15.50° сх. д.
Вребаць (хорв. Vrebac) — населений пункт у Хорватії, у Лицько-Сенській жупанії у складі міста Госпич.

## Населення
Населення за даними перепису 2011 року становило 44 осіб.
Динаміка чисельності населення поселення:

## Клімат
Середня річна температура становить 8,82 °C, середня максимальна – 23,12 °C, а середня мінімальна – -7,32 °C. Середня річна кількість опадів – 1192 мм.
| Клімат поселення                              | Клімат поселення | Клімат поселення | Клімат поселення | Клімат поселення | Клімат поселення | Клімат поселення | Клімат поселення | Клімат поселення | Клімат поселення | Клімат поселення | Клімат поселення | Клімат поселення | Клімат поселення |
| Показник                                      | Січ.             | Лют.             | Бер.             | Квіт.            | Трав.            | Черв.            | Лип.             | Серп.            | Вер.             | Жовт.            | Лист.            | Груд.            |                  |
| Середній максимум, °C                         | 5,77             | 7,14             | 10,76            | 15,11            | 19,57            | 22,76            | 23,12            | 22,84            | 18,67            | 14,20            | 8,95             | 4,86             |                  |
| Середня температура, °C                       | −0,78            | 0,59             | 4,22             | 8,56             | 13,02            | 16,22            | 18,34            | 18,08            | 13,90            | 9,40             | 4,19             | 0,07             |                  |
| Середній мінімум, °C                          | −7,32            | −5,95            | −2,32            | 2,03             | 6,48             | 9,68             | 13,56            | 13,30            | 9,12             | 4,64             | −0,6             | −4,7             |                  |
| Норма опадів, мм                              | 90               | 89               | 89               | 95               | 85               | 84               | 55               | 73               | 120              | 134              | 155              | 123              |                  |
| Середньомісячна швидкість вітру, м/с          | 2.27             | 2.39             | 2.60             | 2.52             | 2.30             | 2.10             | 2.10             | 2.00             | 2.10             | 2.21             | 2.49             | 2.52             |                  |
| Середньомісячна сонячна радіація, кДж/м²·день | 4622             | 7309             | 10803            | 15347            | 19454            | 21388            | 23322            | 20091            | 14806            | 9417             | 4959             | 3819             |                  |
| --------------------------------------------- | ---------------- | ---------------- | ---------------- | ---------------- | ---------------- | ---------------- | ---------------- | ---------------- | ---------------- | ---------------- | ---------------- | ---------------- | ---------------- |
| Джерело:                                      |                  |                  |                  |                  |                  |                  |                  |                  |                  |                  |                  |                  |                  |